# Ilona Staller
Elena (Ilona) Anna Staller, ook wel aangeduid als (la) Cicciolina (Boedapest, 26 november 1951) is een Italiaanse pornoactrice van Hongaarse origine. Ze werd in 1987 tot parlementslid in Italië gekozen als lid van de partij Partito Radicale, en was daarmee de eerste pornoster ter wereld die zitting nam in een democratisch parlement.
In 1991 trouwde Staller met de Amerikaanse kunstenaar Jeff Koons, in 1994 gingen ze uit elkaar. Uit hun huwelijk werd één kind geboren, Ludwig, rond wie een juridische veldslag werd geleverd. In 1998 oordeelde het Amerikaanse gerechtshof over de zaak en kreeg Koons de voogdij toegewezen. Maar la Cicciolina hield het kind in Rome. Het kind werd vernoemd naar de krankzinnige koning Lodewijk II van Beieren. De verwekking van de jongen werd door Koons en la Cicciolina gezien als kunstwerk, gefotografeerd en verfilmd. Koons beschouwt zijn zoon als een door hem geschapen biologische sculptuur. Tommy Wieringa werd door het verhaal van dit kind geïnspireerd tot het schrijven van Caesarion (2009).
La Cicciolina is afgeleid van het Italiaanse ciccio (dik, vlezig) en betekent zoiets als dikkerdje.

## Filmografie
- Triple X 32 (1998)
- Xica da Silva (1996-1998) - tv-serie
- Carcere amori bestiali (1994)
- Replikator (1994)
- Ho scopato un'aliena (1992)
- Le Donne di Mandingo (1991)
- Backfield in Motion (1990)
- Cicciolina e Moana ai mondiali (1990)
- Rise of the Roman Empress # 2 (1990)
- Tutte le provocazioni di Moana (1990)
- La Bottega del piacere (1988)
- The Devil in Mr. Holmes (1987)
- Carne bollente (1987)
- Cicciolina Number One (1986)
- Banane al cioccolato (1986)
- Telefono rosso (1986)
- I Racconti sensuali di Cicciolina (1985)
- Il Pornopoker (1984)
- Conchiglia dei desideri (1983)
- Senza buccia (1980)
- John Travolto... da un insolito destino (1979)
- Bedtime Stories (1979)
- Cicciolina amore mio (1979)
- Dedicato al mare Egeo (1979)
- Voglia di donna (1978)
- Il Mondo dei sensi di Emy Wong (1977)
- Bestialità (1976)
- I Prosseneti (1976)
- Inibizione (1976)
- ...a tutte le auto della polizia (1975)
- Il Cav. Costante Nicosia demoniaco, ovvero: Dracula in Brianza (1975)
- Cuore di cane (1975)
- L' Ingenua (1975)
- La Liceale (1975)
- La Supplente (1975)
- Vizi privati, pubbliche virtù (1975)
- Incontro d'amore (1970)